# Kastriot Dermaku
Kastriot Dermaku est un footballeur albanais né le 15 janvier 1992 à Scandiano en Italie. Il joue au poste de défenseur.

## Carrière

### En club
Il joue son premier avec les seniors de l'AS Melfi le 30 octobre 2011 contre Celano FC (victoire 4-0). Lors de la saison 2014-2015, il est nommé capitaine de l'équipe. Il fête son centième match le 1er avril 2015 contre Casertana FC et il a marqué un but (victoire 2-3).
Le 15 mai 2015, il signe pour trois saisons avec Empoli FC. Il est prêté lors de la saison 2015-2016 au FC Pavia et lors de la saison 2016-2017 à l'AS Lucchese. 
Le 31 août 2017, libre de tout engagement après sa résiliation de contrat avec Empoli FC, il signe pour trois ans avec Cosenza Calcio. Il joue son premier match le 9 septembre 2017 contre Matera (0-0). Il marque son premier but le 31 mars 2018 contre Juve Stabia (victoire 2-1). Il a achevé sa première saison avec 40 apparitions en Série C et une promotion en Serie B. 
Lors de la saision 2018-2019, il a fait 33 apparitions. La première était contre Ascoli au Stade Cino-et-Lillo-Del-Duca (1-1). Le 22 avril 2019, il marque son premier but en Serie B contre la Spezia Calcio. 
À la fin de la saison, il a décidé de ne pas renouveler son contrat. 
Libre de tout engagement, il s'engage pour quatre ans avec Parme Calcio le 7 juillet 2019. 

### En sélection
Le 10 octobre 2018, il fait sa première apparition avec l'Albanie lors d'une rencontre amicale contre la Jordanie en entrant à la (56') à la place de Mërgim Mavraj.